# Manuel Lassala

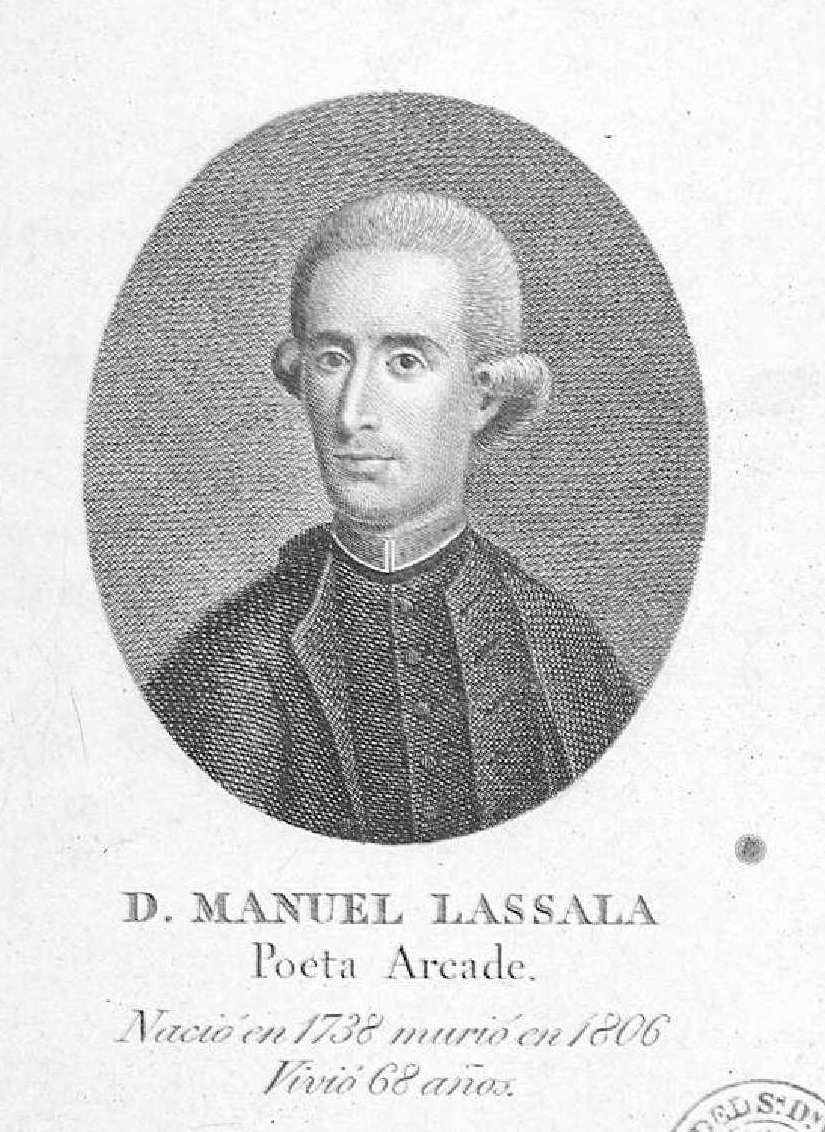
Manuel Lassala y Sangerman, aguafuerte. Inscripción: «D. MANUEL LASSALA / Poeta Arcade. / Nació en 1738 murió en 1806 / Vivió 68 años». Biblioteca Nacional de España.

Manuel Lassala Sangermán o San Germán (Valencia, 25 de diciembre de 1738 - 22 de marzo de 1806) Jesuita, humanista, dramaturgo y escritor español, que no debe confundirse con Manuel Lasala y Ximénez de Bailo.

## Biografía
Los Lassala se instalaron en España en el siglo XVIII desde Francia; el padre del escritor, Bernardo Lassala Vergés, había sido señor de Préchac, en el principado francés de Bearne, y abad laico con asiento en Cortes; su instalación en la Valencia del setecientos le permitió convertirse en un importantísimo hombre de negocios. Su hijo Manuel estudió de niño con los jesuitas de Valencia y finalmente teología y matemáticas; obtuvo la cátedra de Retórica del Real Seminario de Nobles de San Pablo. En los certámenes literarios celebrados en esta institución se representaron tres dramas suyos compustos para la ocasión: las tragedias José descubierto a sus hermanos (Valencia, 1765), Sancho Abarca (Valencia, 1765) y El sacrificio de Jefté (1763); fue uno de los literatos valencianos del setecientos más importantes, como ha puesto de relieve Joaquín Espinosa. Dominó italiano, el francés, el castellano y el valenciano/catalán, así como el latín y el griego, lenguas clásicas en las que compuso poemas; escribió a Francisco Pérez Bayer un romance multilingüe en todas estas lenguas. Se dedicó a la enseñanza hasta 1767, cuando fueron expulsados los Jesuitas de España por Carlos III; entonces marchó a Córcega, profesó en 1771 y, al extinguirse la Compañía de Jesús en 1773, quedó como sacerdote secular establecido en Bolonia. En la universidad de esta ciudad aprendió Astronomía, Física y numerosas lenguas, y su fama se extendió por toda Italia e ingresó en varias academias. Por entonces versificó en latín las fábulas árabes de Locman el Sabio. Él seguía publicando poemas tanto en latín como en castellano e italiano. En 1798 regresó a España con sus compañeros de exilio y murió el 22 de marzo de 1806.
Escribió además tragedias neoclásicas como Ifigenia en Aulide, Joseph o Dido abandonada. Se conserva un rico epistolario suyo en la Biblioteca Universitaria de Valencia. En latín compuso unas Orationes habitae ad Senatum et Academiam valentinam (1763) dedicada una al tema de cómo alcanzar el supremo bien moral; en ella se enfrenta abiertamente a Voltaire; también escribió un diálogo en verso titulado La tragedia española vindicada y algunas piezas en italiano como Ormisinda y Berenice, un par de sainetes y una Loa a San Vicente Ferrer.

## Obras
- Parabolae sacrae latinis versibus illustratae Valentiae: ex praelo Josephi Estevan, 1800 .
- Fabulae Locmani sapientis: ex arabico sermone latinis versibus interpretatae ab Emmanuele Lassala o Fabulas de Lockman el Sabio; traducidas de prosa árabe al verso latino por D. Manuel Lassala; y al castellano por D. Miguel García Asensio Madrid: D. Placido Barco López, 1784.
- Rhenus Boloniae: ex typographia S. Thomae Aquinatis, 1781.
- Il filosofo moderno; edición de Joaquín Espinosa Carbonell. Valencia: Universitat, Departament de Filología Francesa Italiana, 1990.
- L. Sectani Q. Fil. De tota graeculorum huius aetatis litteratura ad Gajum Salmorium sermones quattuor: accessere quaedam M. Philocardii enarrationes Genevae: apud Tornesios, 1737 ; otra edición Hagae Vulpiae, 1738; otra Corythi: Typis Etruscae Societatis, sin año, y Villagarsiae: typis seminarii, 1758.
- Marcus Ant. de Orellana Valentiae: ex praelo Thomae de Orga, 1800.
- Viaggio da Bologna a Ferrara. Introduzione e testo critico a cura di Maurizio Fabbri, Abano Terme, Piovan, 1995.
- Orationes habitae ad Senatium, et Academiam Valentinam XV. Kal. Nov. Ann. MDCCLII et LIII. ab: eduntur in lucem ex decreto et impensis Valentini Senatus. Valentiae Edetanorum: Typis Benedicti Monfort, 1768.
- Sancho Abarca: tragedia que se ha de representar en el acto literario... Valencia: Universitat de Valencia, 1997.
- Tragedia Joseph, Valencia: en la oficina de Benito Monfort..., 1764.
- Ifigenia en Aulide: tragedia en cinco actos compuesta en idioma italiano por el señor abate Manuel Lassala y Sangerman; traducida al castellano por don Iulian Cano y Pau. Valencia: por Joseph, y Thomas de Orga, 1781.
- Dido abandonada, tragedia.
- Sátiras de Cayo Sectano hijo de Lucio compuestas en verso latino por el Abate Manuel Lassala y Sangerman; y traducidas por el mismo autor Valencia: en la oficina de Joseph Estevan, 1795.
- Edición de Siripo, una tragedia de Manuel de Lavardén divulgada por él en Bolonia con el título de Lucía Miranda Bologna: 1784.